# Brasserie Liefmans
Vous pouvez aider à l'améliorer ou bien discuter des problèmes sur sa page de discussion.
- Il ne cite pas suffisamment ses sources. Vous pouvez indiquer les passages à sourcer avec {{référence nécessaire}} ou {{Référence souhaitée}}, et inclure les références utiles en les liant aux notes de bas de page. (Marqué depuis mai 2021)
- Il contient une ou plusieurs listes. Le texte gagnerait à être rédigé sous la forme d’un ou plusieurs paragraphes synthétiques, afin d’être plus agréable à lire. (Marqué depuis mai 2021)

- Archive Wikiwix
- Bing
- Cairn
- DuckDuckGo
- E. Universalis
- Gallica
- Google
- G. Books
- G. News
- G. Scholar
- Persée
- Qwant
- (zh) Baidu
- (ru) Yandex
- (wd) trouver des œuvres sur Wikidata

La brasserie Liefmans est une brasserie belge fondée en 1679 par la  famille Liefmans. Elle fut propriété de la brasserie Dentergem de 1990 à 2007; elle fait maintenant partie de groupe Duvel Moortgat. La brasserie est située dans la ville flamande de Audenarde.

## Historique
Vers 1679, un certain Jacobus Liefmans s'établit en tant que brasseur à Audenarde. Le processus de brassage spéciale s'effectue selon une recette vieille de 300 ans. Tous les équipements de brassage sont en cuivre, ce qui est typique des brasseries anglaises.

## Reprise
En 1990, la brasserie Liefmans est acquise par brasserie Riva de Dentergem. En 2002, le groupe Riva décide changer son nom en Liefmans.
En décembre 2007, le tribunal de commerce de Courtrai déclare la brasserie Liefmans, avec des bureaux à Audenarde et Dentergem, en faillite.
En juin 2008, la brasserie est rachetée par le groupe Duvel Moortgat, l'ensemble de la transaction, comprenant tous les biens, s'élève à 4,5 millions d'euros.
En juillet 2009, la brasserie Liefmans apporte une nouveauté : une nouvelle bière fruitée servie avec des glaçons.

## Bières

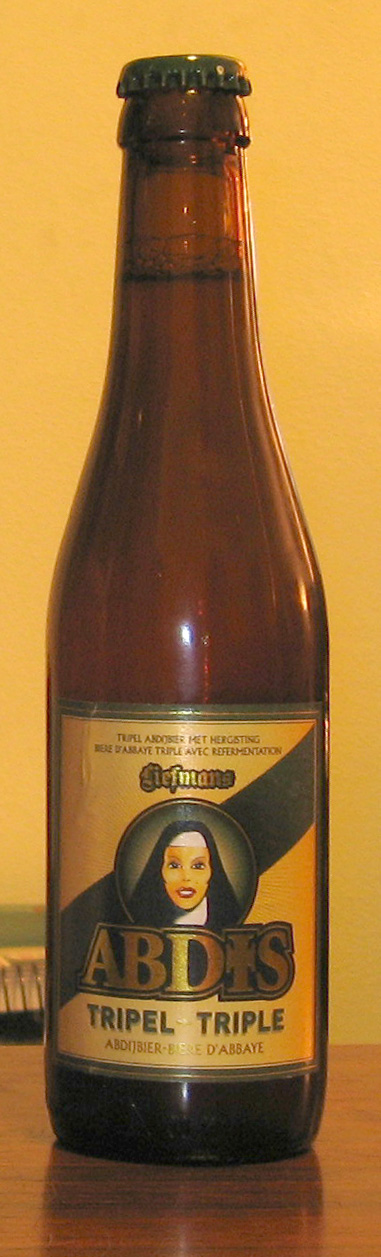
Bière Liefmans Abdis tripel

- Gamme actuelle
  - Liefmans Fruitesse
  - Liefmans Cuvée-Brut
  - Liefmans Goudenband
  - Liefmans Oud Bruin

- Gamme jusqu’en 2007
  - Bières à haute fermentation
    - Liefmans Oud Bruin
    - Jan van Gent
    - Liefmans Goudenband
    - Abdis blond
    - Abdis bruin
    - Abdis tripel

  - Bières fruitées
    - Liefmans Kriek
    - Liefmans Framboise
    - Liefmans Pecheresse

  - Bière blanche
    - Dentergemse Witbier

## Autres brasseries du groupe Duvel Moortgat en Belgique
- Brasserie d'Achouffe
- Brasserie De Koninck
- Brasserie Duvel